# 趙雲翔
趙雲翔（1536年—1594年），字元舉，號壽峰，山東兖州府平陰縣人，軍籍，明朝政治人物。

## 生平
隆慶元年（1567年）丁卯科山東鄉試第六十一名。隆慶二年（1568年）戊辰科進士。隆慶三年（1569年）官直隸文安縣知縣，視事踰年，察能，改调迁安县。召为户部主事，司榷浒墅钞关，改兵部主事，历官兵部武选司、职方司郎中，万历十年（1582年）三月升陕西按察司副使，兵备榆林，三年祑满，晋本省左参政，十四年以考察去职。

## 家族
曾祖父趙安；祖父趙世豪；父趙廷寶，累赠陕西按察司副使；母蘇氏，累封太恭人。具庆下。弟雲岳、雲衢、雲程。